# ダチョウ
ダチョウ（駝鳥、学名: Struthio camelus）は、鳥綱ダチョウ目ダチョウ科ダチョウ属に分類される鳥類。世界最大の鳥である。
鳥でありながら飛ぶことはできず、平胸類に分類される（飛べない鳥も参照）。亜種として北アフリカダチョウ、マサイダチョウのレッドネック系、南アフリカダチョウのブルーネック系、南アフリカで育種されたアフリカンブラックがある。現生では本種とソマリダチョウでダチョウ属を構成する。

## 名称
属名 Struthio はラテン語でダチョウを意味し、種小名 camelus はラクダを意味する。ただし、Struthio（ギリシア語形 στρουθός ）はスズメを意味する言葉でもあり、元々は struthiocamelus（ struthio：スズメ +  camelus：ラクダ）でダチョウを意味していたものの短縮形である（ギリシア語形 στρουθοκᾰ́μηλος ）。 往時、アフリカのダチョウはサハラ砂漠以北にも生息し、またペルシアからアラビア半島にかけて亜種系統のアラビアダチョウが生息していたことから、地中海世界にもある程度馴染みのある鳥であった。 struthio はまた、英語での名称 ostrich など、ヨーロッパ各国でダチョウを意味する様々な語の語源でもある。
和名は中国語の 駝鳥 に由来し、こちらも「ラクダ（駱駝）のような鳥」の意味である。古代から中華文明でも遠くペルシアに生息していたアラビアダチョウの存在がシルクロード経由で伝わっており、古くは『魏書（後魏書）』（554年）にその存在が確認される。駝鳥と言う名称は郭義恭の『廣志』（昨年不明、隋代以前）に確認できることが『本草綱目』（1596年）などに載る。また、大爵、大馬爵などとも呼ばれた（爵は雀を意味する）。
日本には中国の文献を通してその存在が伝わっていたが、実物としては南蛮渡来でヒクイドリが先に伝わってきたために（最古のものでは1635年（寛永12年)に平戸藩主から幕府への献上記録がある）当初は誤ってヒクイドリを指して「駝鳥（陀鳥）」という言葉が使われていた。その後、1658年（万治元年）に本来の意味でのダチョウ（Struthio camelus）が持ち込まれた。なお、初めて日本に来たダチョウの呼称については『徳川実紀』の万治元年正月の項に「十五日（中略）蘭人御覧あり。貢物は大鳥（以下略）」と記載され、翌日「大鳥」の名を尋ねたところ「ほうよろすてれいす」と教えられたと言う。また、『天狗髑髏鑒定縁起』（1776年（安永5年））には「ぼうごる・すとろいす」、『本朝食鑑』（1697年（元禄10年））には「鳳五郎」「保宇呉呂宇」と言う呼び名が見られ、これらはオランダ語でダチョウを表す「vogelstruis」。に基づくと考えられている。

## 分類と分布
| S. c. camelus   | S. c. australis  |
| S. c. massaicus | S. molybdophanes |

以下の亜種の分類・分布は、IOC World Bird List (v10.1)に従う。
キタアフリカダチョウ Struthio camelus camelus Linnaeus, 1758
モロッコ南部・モーリタニアからエチオピア北部および西部にかけて
ミナミアフリカダチョウ Struthio camelus australis Gurney, 1868
アフリカ大陸南部
マサイダチョウ Struthio camelus massaicus Neumann, 1898
ケニア南部、タンザニア中部
†アラビアダチョウ Struthio camelus syriacus Rothchild, 1919（絶滅亜種）
シリア、アラビア半島（1966年頃に絶滅した。）
オーストラリア、エスワティニに移入。
日本には、1988年に産業動物として輸入された。主に家畜として飼育されるのはアフリカン・ブラック種である。
オスのダチョウの比較（メスは羽毛が茶色）

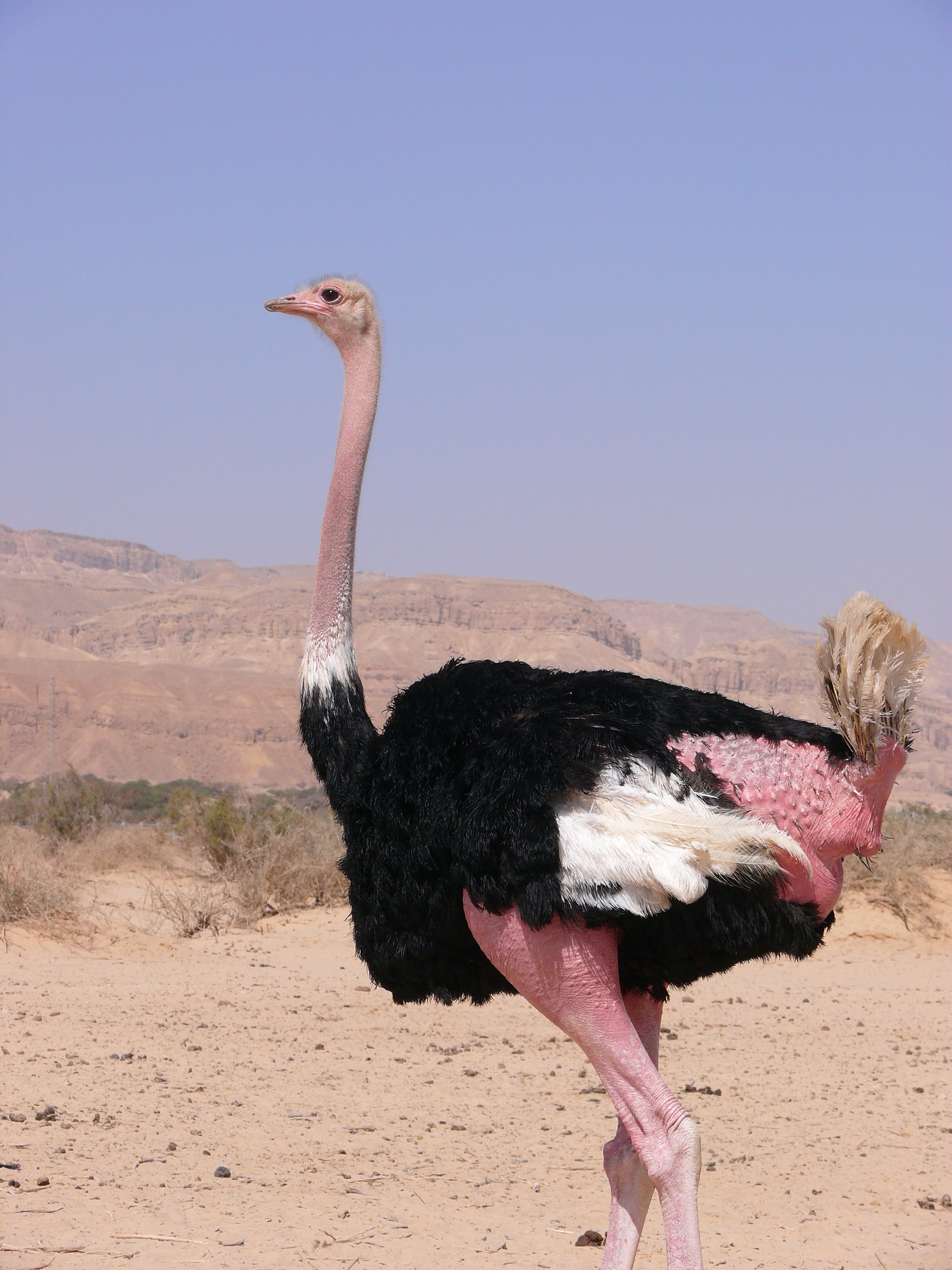
キタアフリカダチョウ(S.camelus)
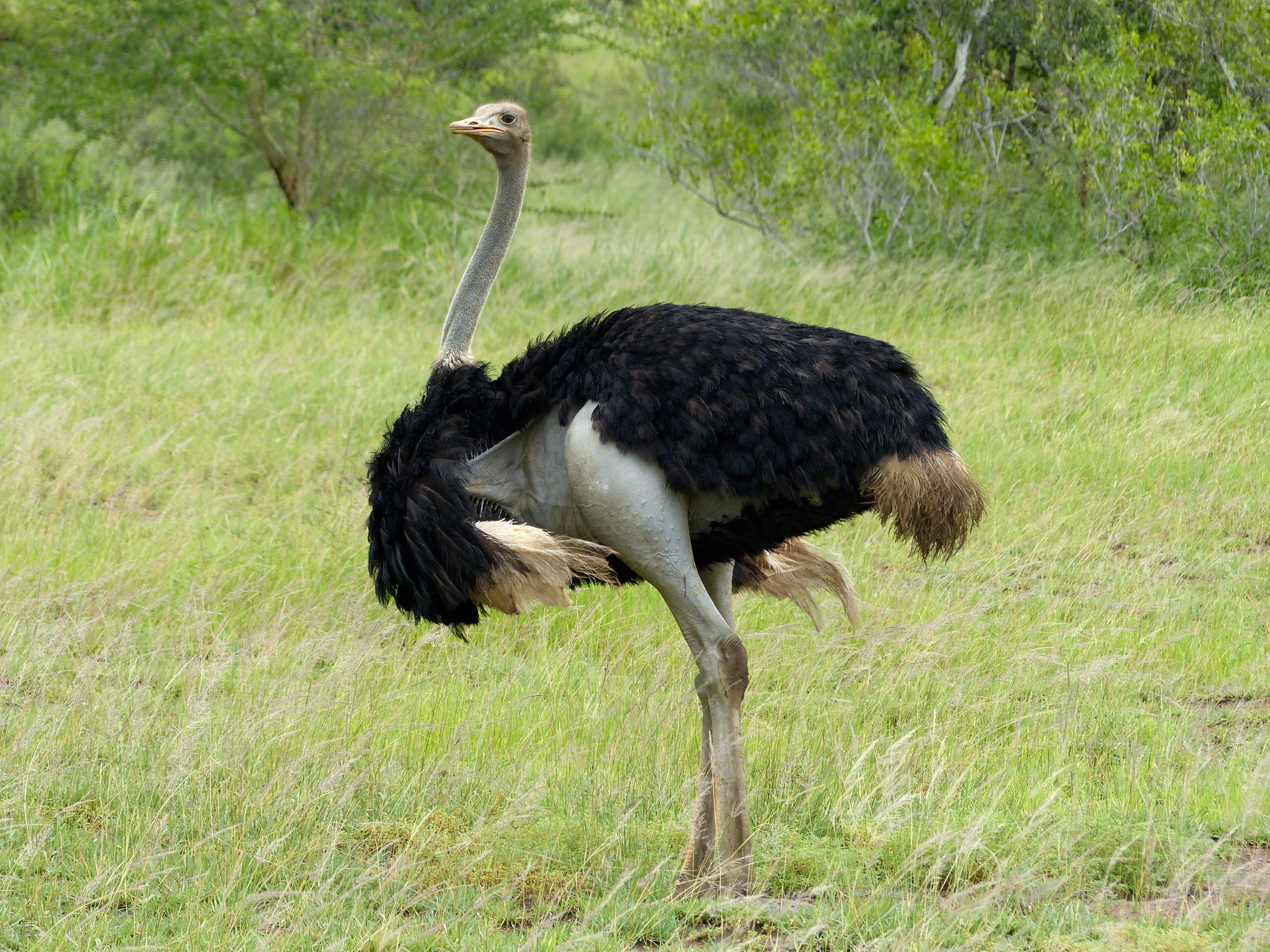
ミナミアフリカダチョウ (S.australis)
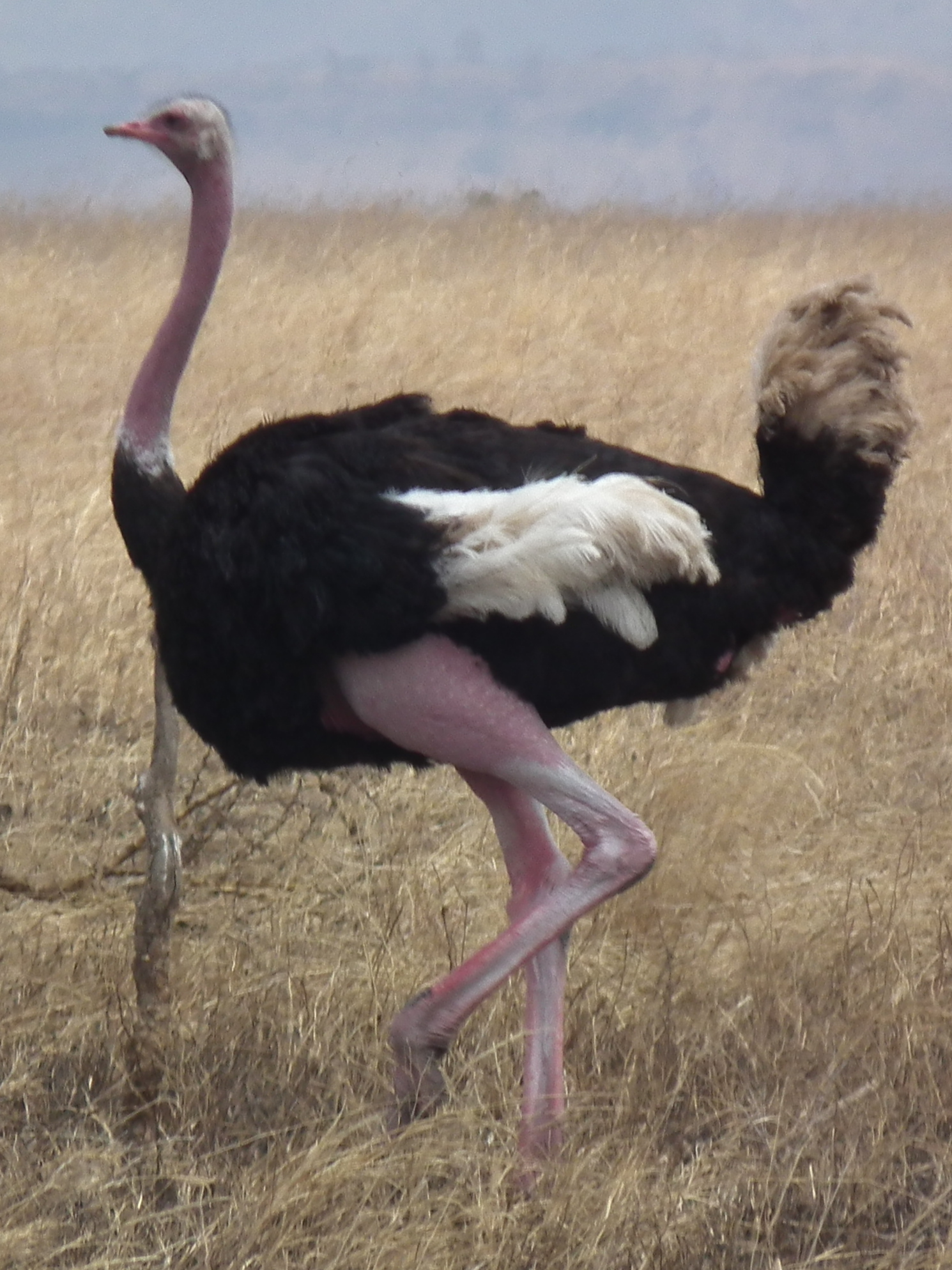
マサイダチョウ(S.massaicus)
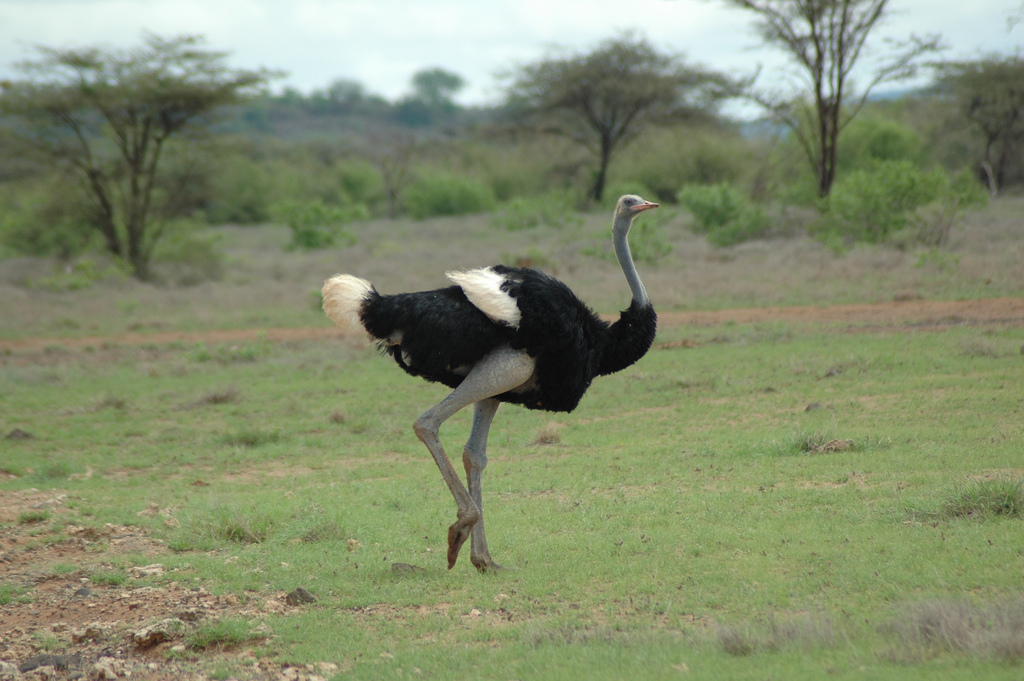
ソマリダチョウ(S. molybdophanes)は亜種ではなく別種。

## 形態
オスの成鳥となると体高230センチメートル、体重135キログラムを超え、現生する鳥類では最大種である。頭部は小さく、頸部は長く小さな羽毛に覆われている。ダチョウは翼を持っているが、竜骨突起がなく胸筋は貧弱である。また羽毛は羽軸を中心に左右対称でふわふわとしており、揚力を得て飛行する構造になっていない。肢（あし）は頑丈で発達しており、キック力は100平方センチメートル当たり4.8トンの圧力があるといわれる。趾（あしゆび）は大きな鉤爪がついている中指と外指の2本で、3本指のエミューやレアと異なる。翼と尾の羽根が白く、胴体の羽根はオスが黒色、メスが灰褐色である。走る速度は速く平均時速50㎞、最大時速80㎞、持久力もある。

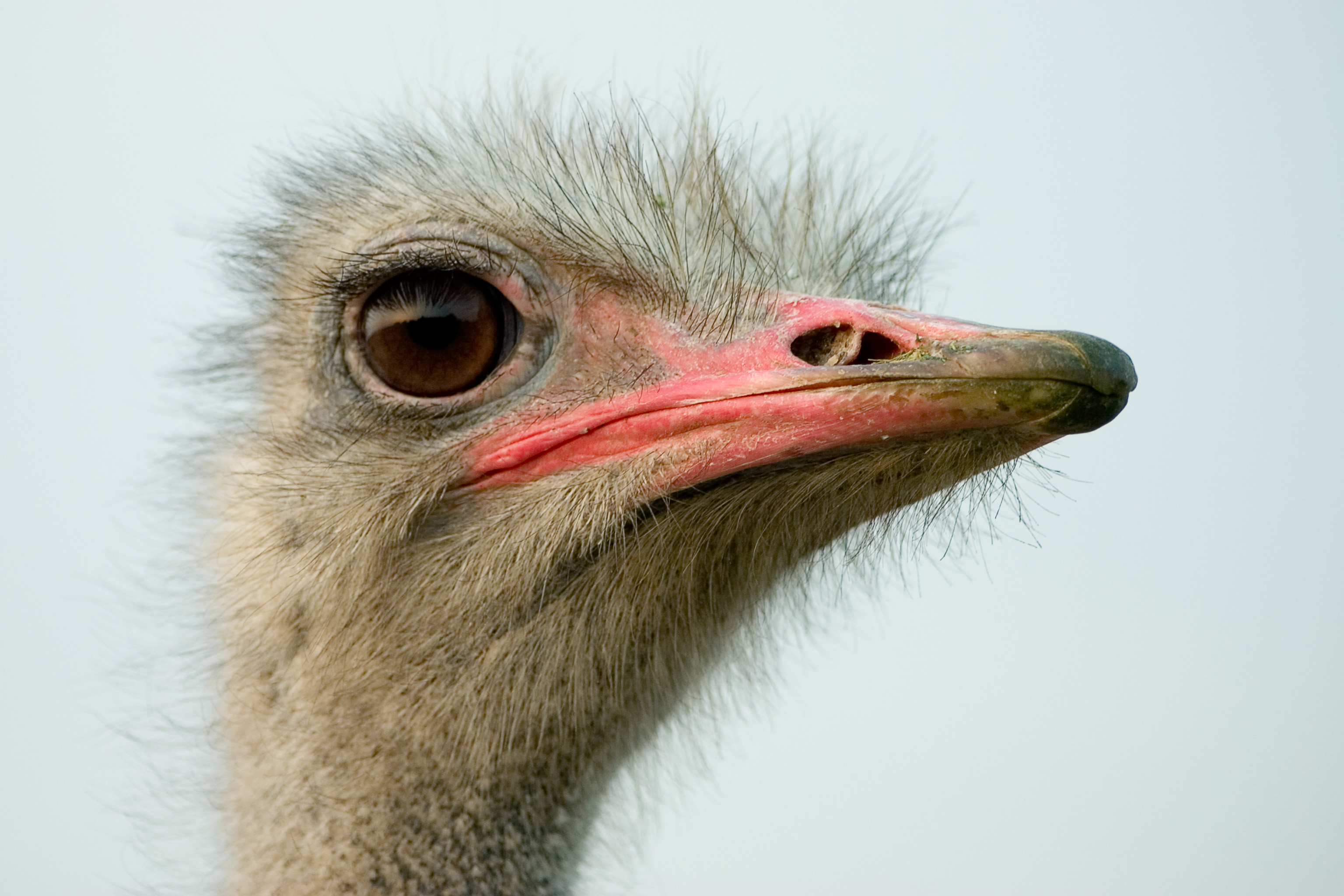
頭部
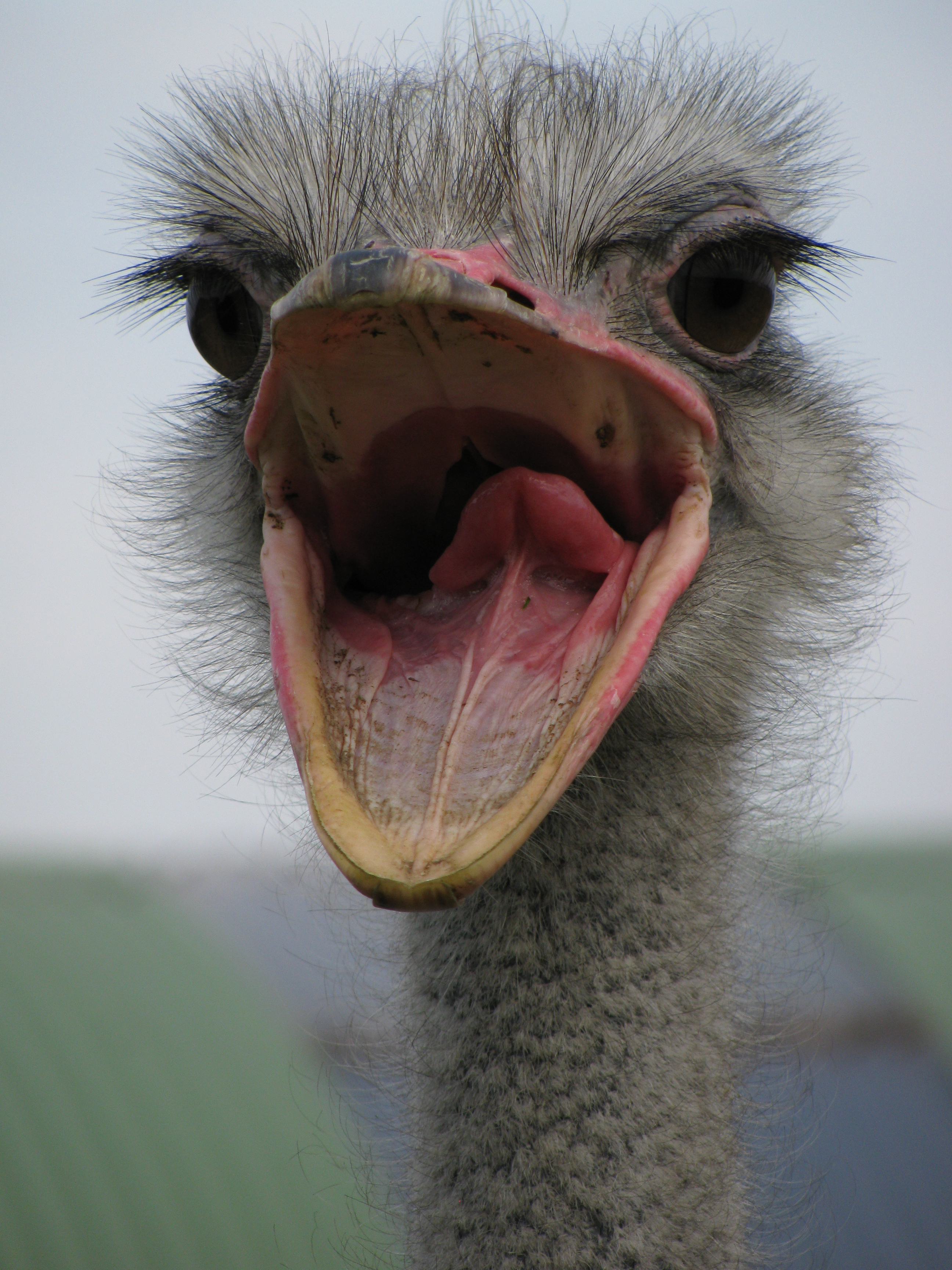
口内
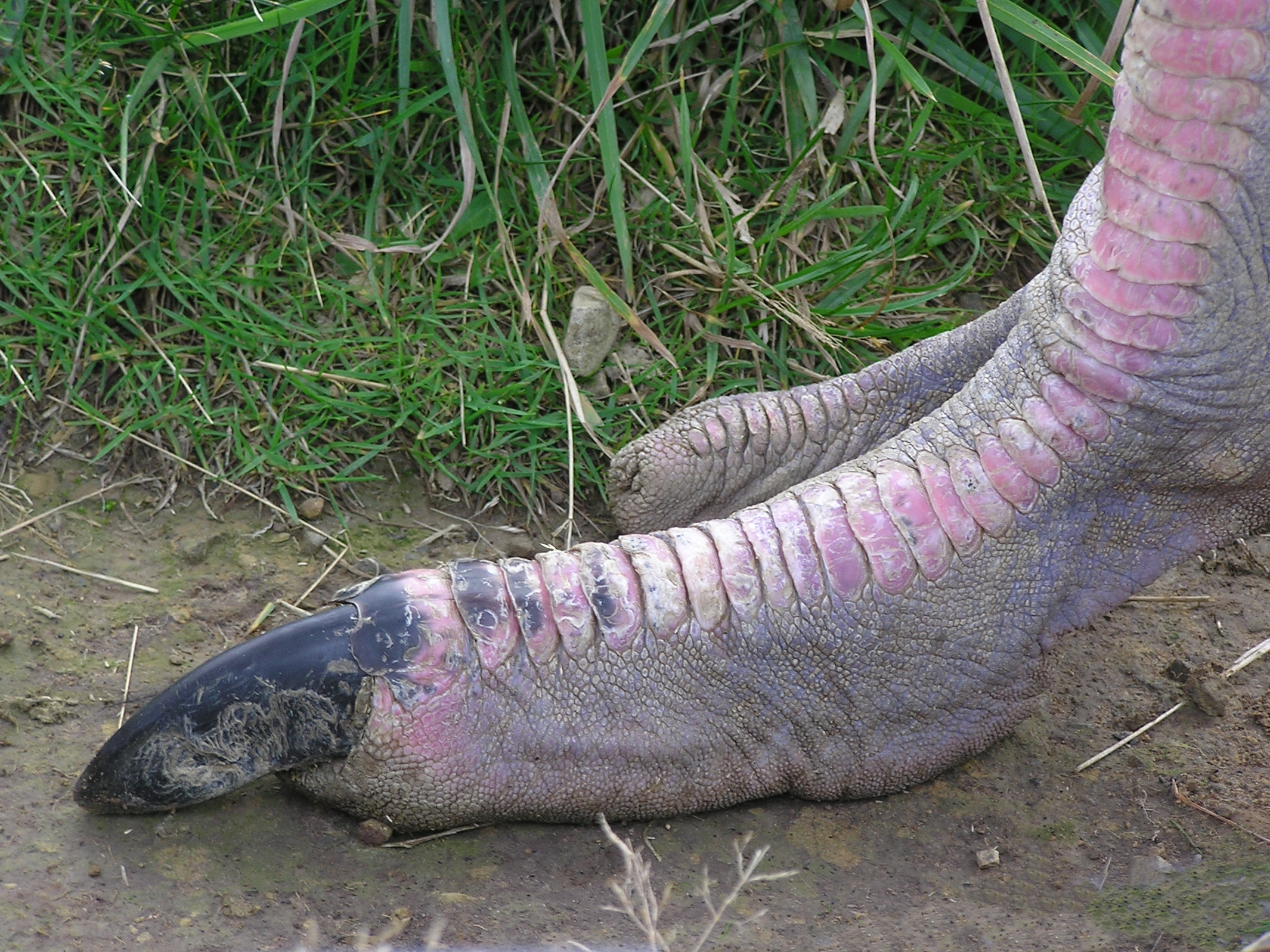
足
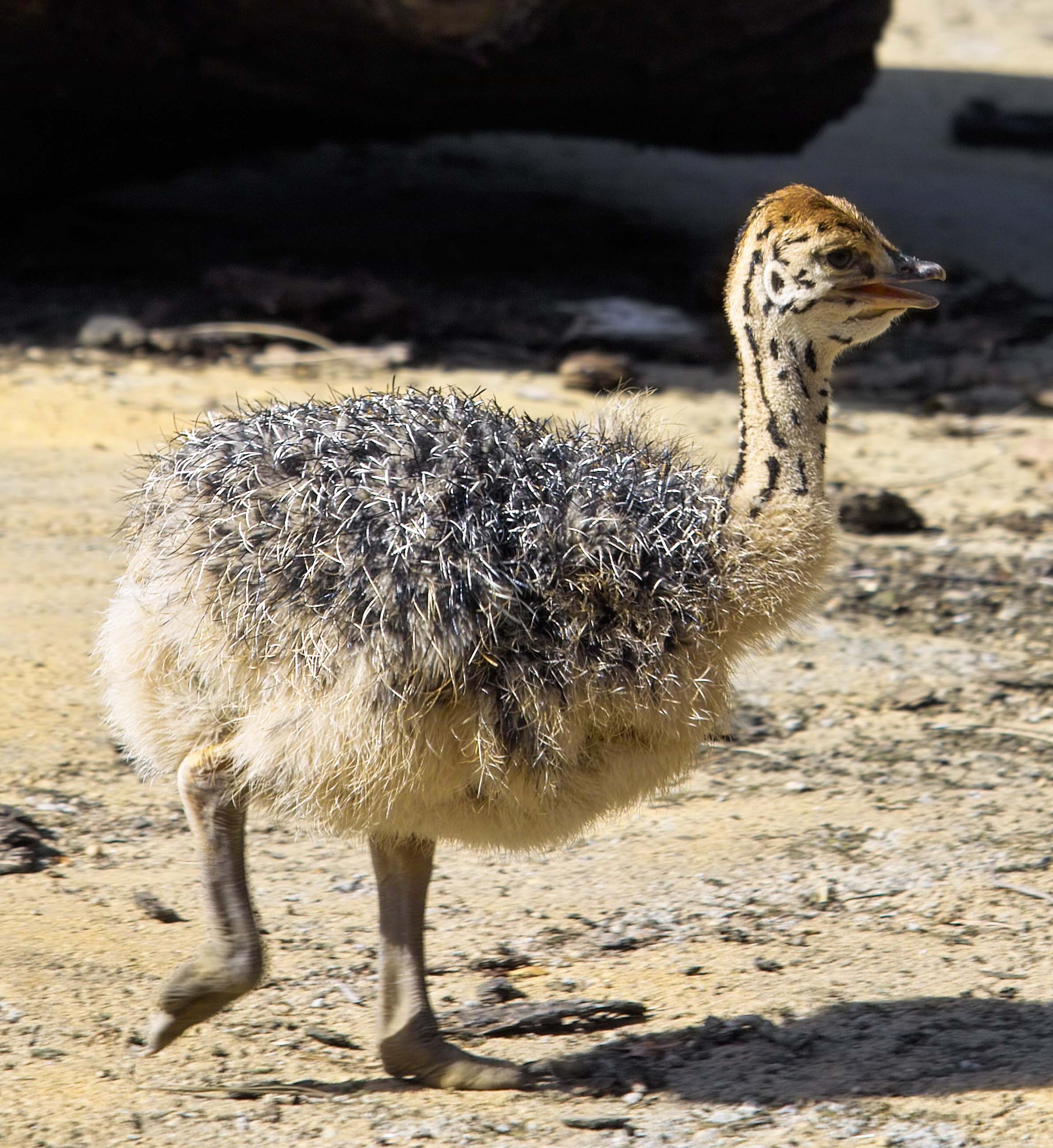
ダチョウのヒナ

### 骨格

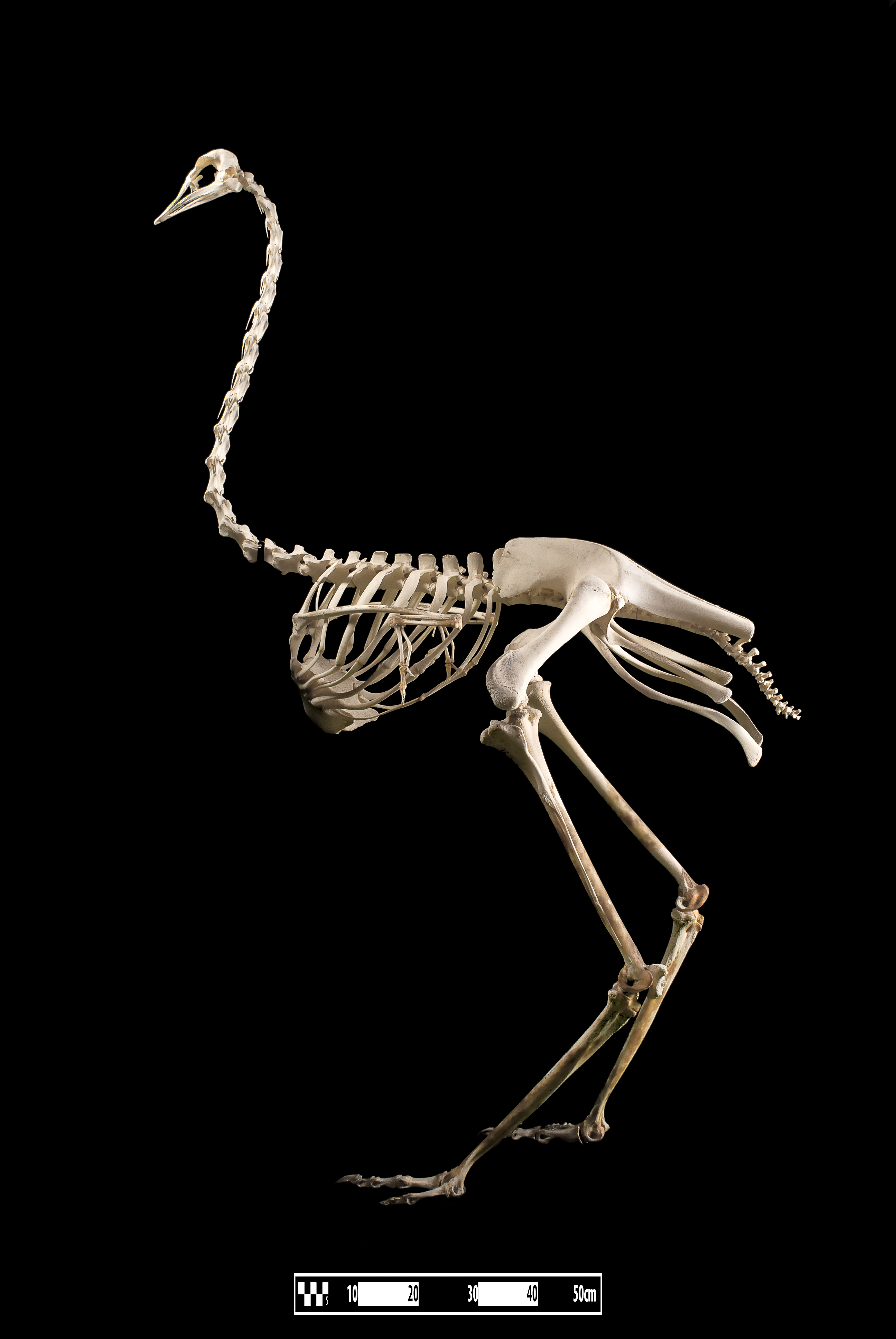
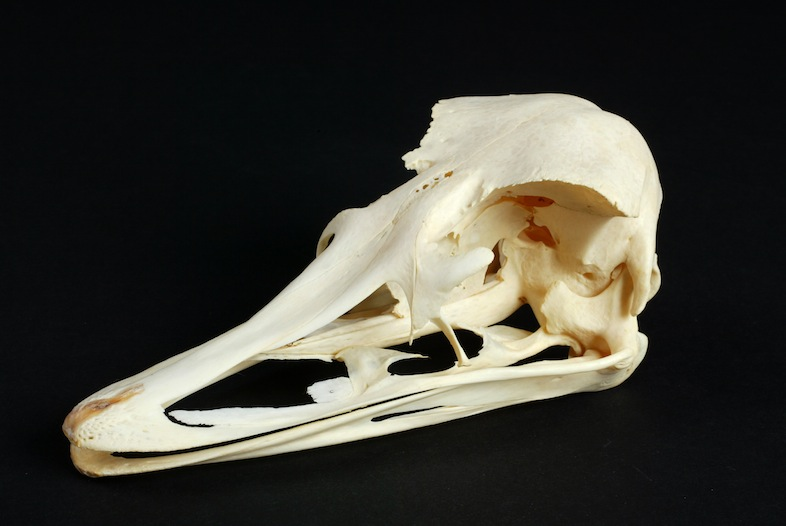
頭蓋骨
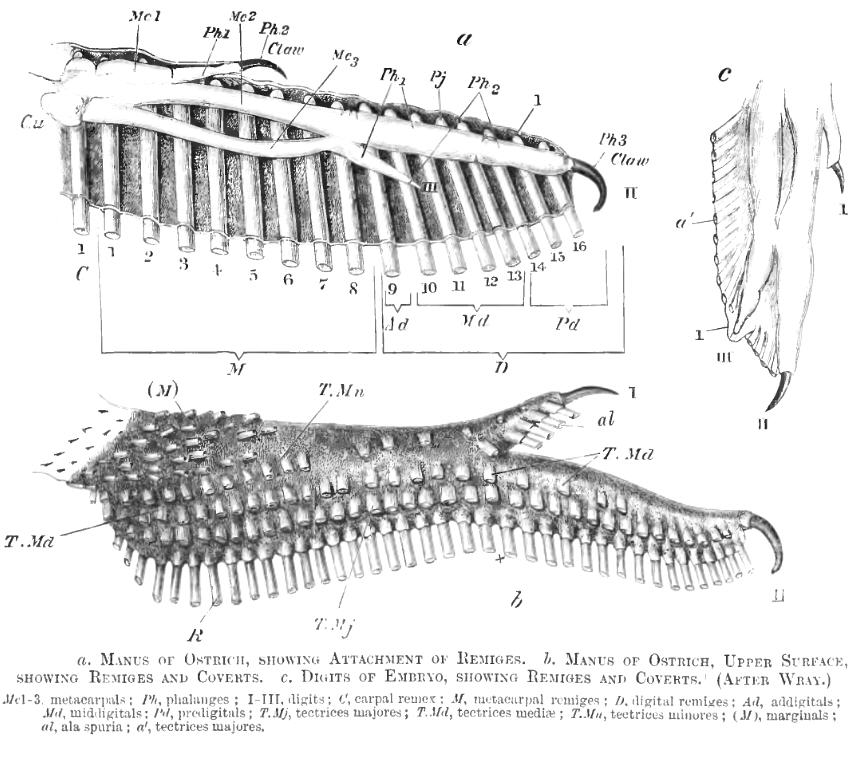
翼と爪
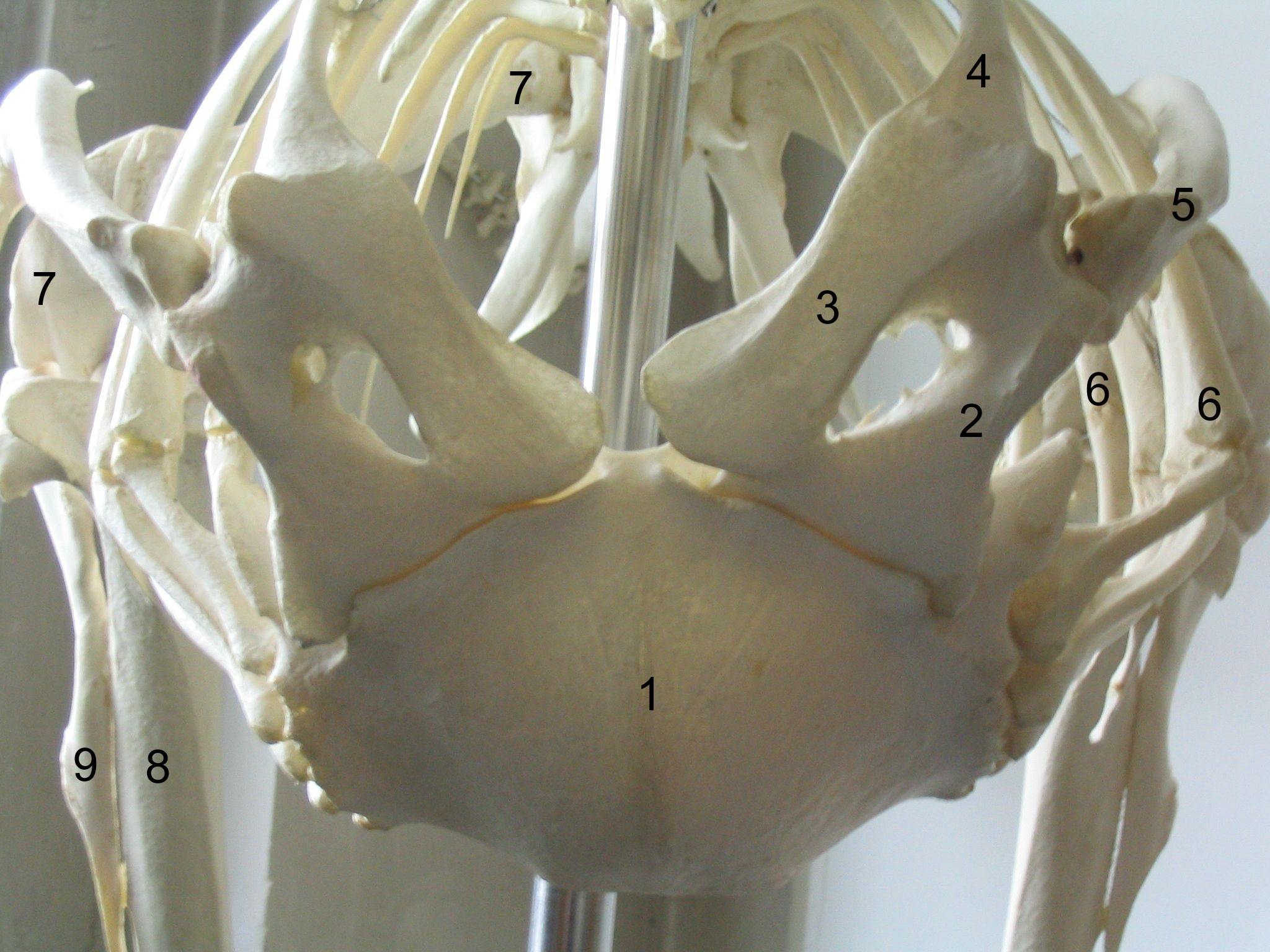
胴体前部
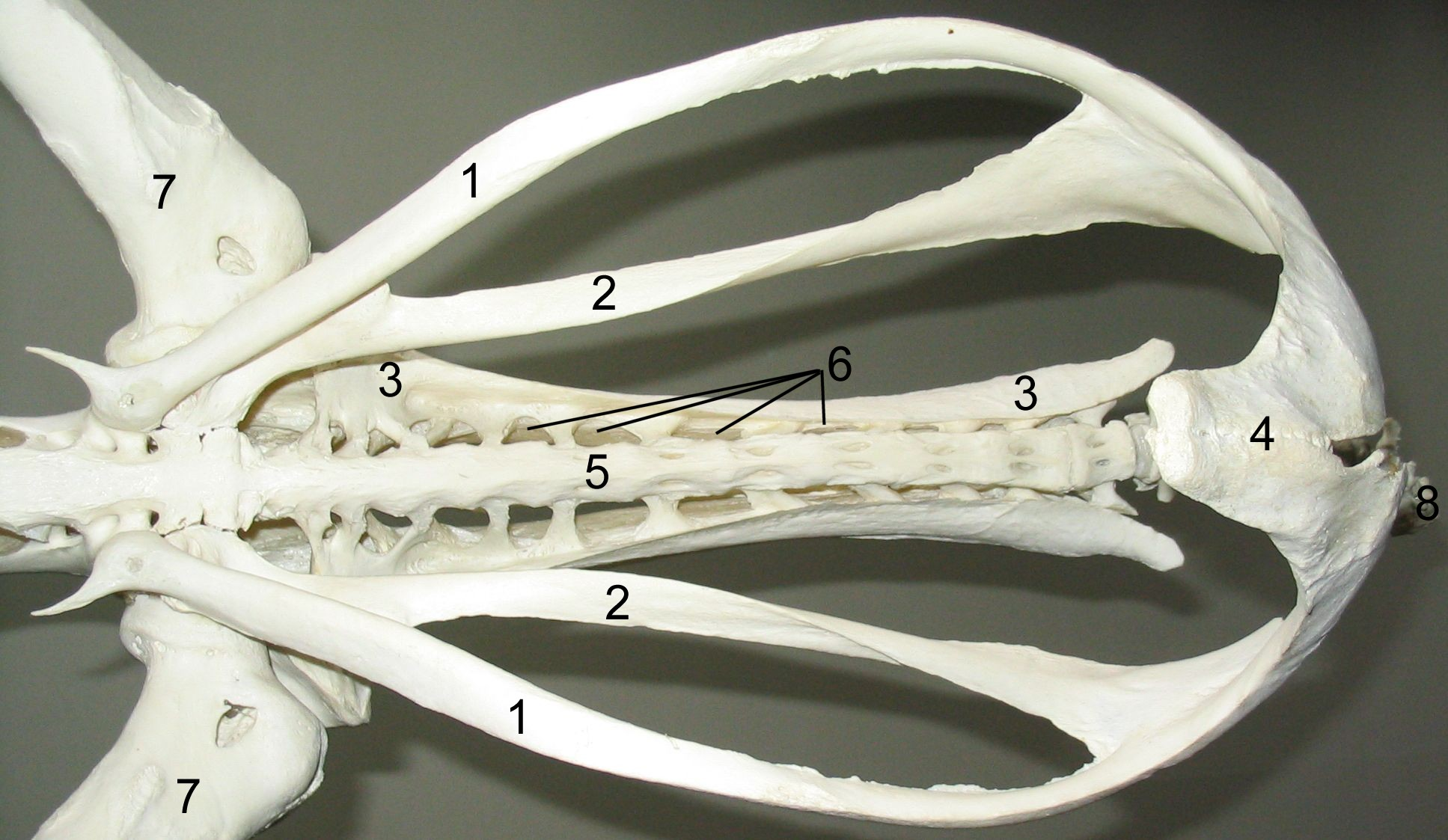
尾部

## 生態
サバンナや砂漠、低木林等に生息する。昼は熱く、夜には寒くなる環境であるため、寒くなると羽毛の生えた翼で体を覆い、熱くなると翼を体から離してばたつかせて体に風を送り体温調整を行う。それでも熱い場合は、呼吸によって廃熱する。また、水場においては水浴びも行うが、場合によっては泳ぐこともある。
ダチョウには声帯がないが、雄は強さのアピールのためにボーボーと低い声で鳴いたり、ヒナが何かを訴えるときにキュルルルルと喉を鳴らす。
群居性であり、年齢・性別を問わず混合してグループを形成するが、繁殖期には1羽のオスと複数羽のメスからなる小規模な群れを形成し、オス同士でテリトリーを巡って争うことがある。
捕食者に雛や巣が見つかりそうな場合に、擬傷（怪我を負ったふり）によって捕食者を引き付ける。巣やヒナから十分な距離となってから、大抵の捕食者では追いつけない速度と持久力によって逃走する。
鳥類は元々他の動物に比べて視力が優れているが、その中でも最も視力が良く、42.5メートル離れたアリが移動する様子も認識できる。
食性は植物の草や根、種を主に食して、水分のほとんどは植物を食べることで補っている。また、飢えると昆虫、トカゲを食べることもある。そのため雑食性とする説もあるが、腸は他の鳥類に比較して非常に長く、馬やウサギと同様に草の繊維質を腸で発酵させてエネルギー源とすることがわかっており、草食動物と定義することができる。また、飲み込んだ石を胃石とし、筋胃において食べた餌をすり潰すことに利用する。雛においては、親鳥の糞を食糞することで腸内細菌が引き継がれ成長が早くなる。
排泄は、鳥類では非常に珍しい糞と尿を分けて排泄する生態を持つ。
寿命は、日本オーストリッチ協議会  (Japan Ostrich Council) によれば、「個体差はありますが、平均寿命は50～60年で、メスは2～2.5年で、オスは2.5～3年で繁殖が可能になります。」とされている。
2.2-2.8メートルの歩幅で、最高で時速80キロメートルの速度で移動する。また、その脚力と鋭い爪から繰り出すキックで外敵を殺すことができる。
病気や怪我に対して高い自己治癒力で回復するとされるが、2000年時点ではダチョウの病気に関するデータが少なく研究は進んでいない。

### 繁殖

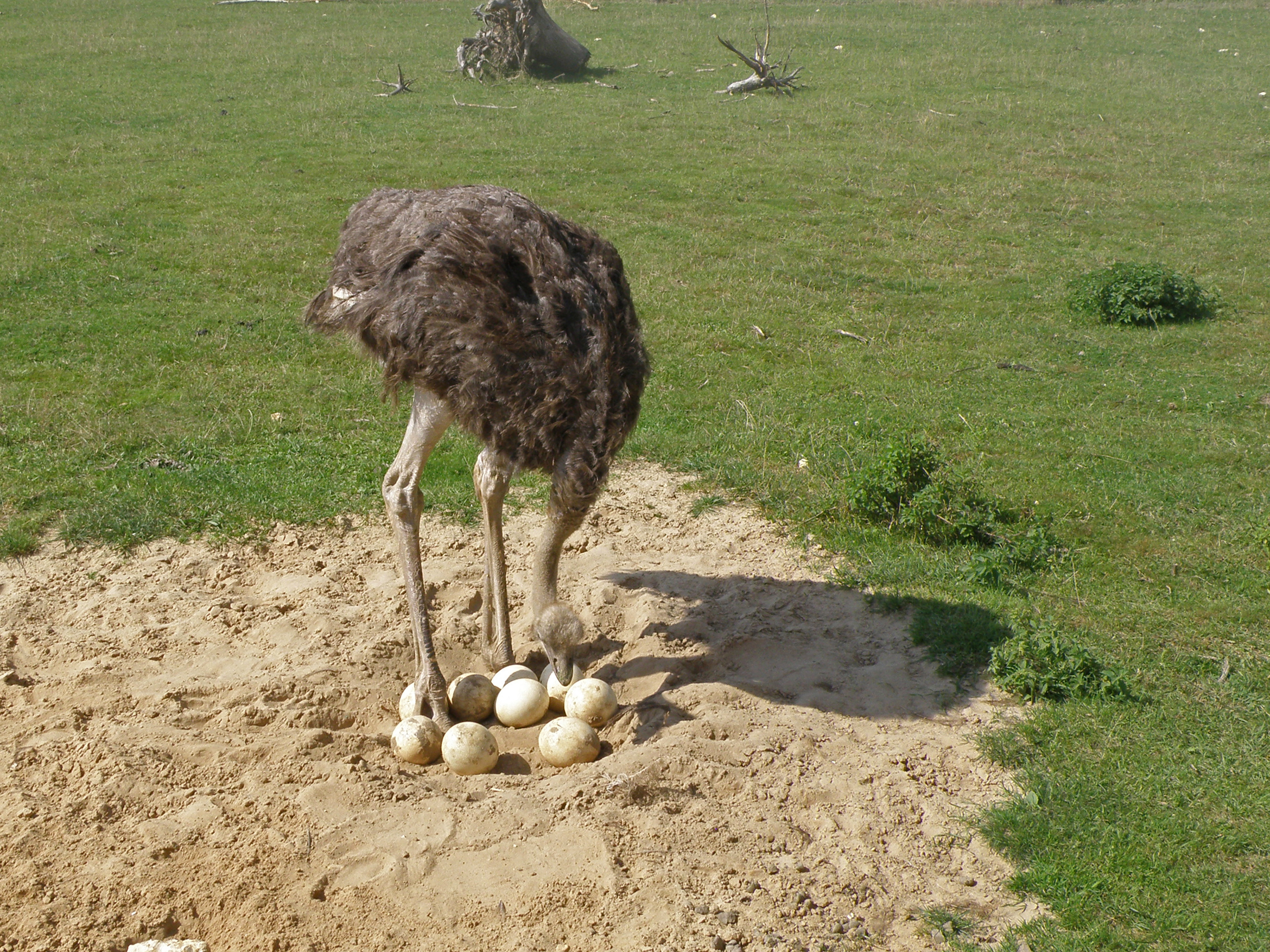
ダチョウの巣。

繁殖年齢はオス3歳、メス2歳頃、繁殖期にはオスが嘴や脛が淡いピンクから濃い赤に変わる。オスは座って翼を広げて揺らす「ディスプレイ」を行い、発情したメスは羽をパタつかせ、体を上下する「フラッタリング」を行う。
交尾の際には、カモ科やダチョウ以外の鳥は総排出腔を合わせる交尾を行うが、ダチョウの雄は排泄孔に収納されていた20センチメートルほどある挿入器官をリンパ液で勃起させて交尾を行う。
繁殖様式は卵生で、オスが地面を掘ってできた窪みに複数のメスが年間40個ほどの卵を産む。一羽のメスが一度に産む数は通常2-6個、最大で11個である。最初に卵を産むメスが群れの中でも優位であり、最初のメスが産む卵の周りに他のメスが産卵して外敵に備える。その後、優位な雄と雌がそれぞれ一羽ずつ昼夜交代で抱卵する。昼間は茶色の羽毛を持つメスが、夜は黒い羽毛を持つ雄で抱卵することで外敵へのカモフラージュとなる。一羽で抱卵できるのは20個程度で、それ以外の卵は外に押し出されて孵化させることはできない。
トルコの農場での統計では、一匹のメスの産卵数は46.4‐56.5、卵の重量は1,378‐1,498 g、産卵期間は188‐207日で、繁殖期は photoperiodically に同期している。
卵は長径約 11センチメートル の大きさがあり、その卵黄は現在確認されている世界最大の細胞である。孵化日数は42日。

## 人間との関係
1983年にアルジェリア・カメルーン・スーダン・セネガル・中央アフリカ共和国・チャド・ナイジェリア・ニジェール・ブルキナファソ・マリ共和国・モーリタニア・モロッコの個体群のみ、ワシントン附属書Iに掲載されている。
鳥として食肉、採卵、羽根が利用され、また大型であるため皮革をとることができ、一部では乗用としても利用された。利用価値が高いため繁殖地域では人為的な「飼育」も行われて交易品となった。
近世に個人的蒐集から公共的な目的を以て制度化された動物園で人気種として親しまれている。ダチョウは陸上生物の中で最大の眼球を持つとされ、睫毛が長い愛嬌ある顔と人を恐れない性質があり、ダチョウ特有の一日見ても飽きのこない愛らしさ、滑稽さを持つ行動は、人の目を釘付けにし楽しませてくれる。
一定の需要があるため、日本国内にも観光用の飼育施設だけでなく、食用の肉や卵を供給するための専門の「ダチョウ牧場」がある。 多くの動物園やダチョウ牧場では柵を介しての展示・交流システムになっているが、神奈川県相模原市のスマイルオーストリッチでは国内で唯一、成鳥と柵無しでの触れ合いを楽しむことができる（騎乗は不可）。食肉や皮革を得るために飼育されるダチョウの寿命は1年だが、羽根のために飼育されるダチョウは9ヶ月ごとに羽根を毟られながら長ければ15年間生きられる。日本国内で飼育されている多くは、南アフリカで育種されたアフリカンブラックである。国内での自然繁殖は難しく、数例しかない。

### 捕獲・飼育と交易

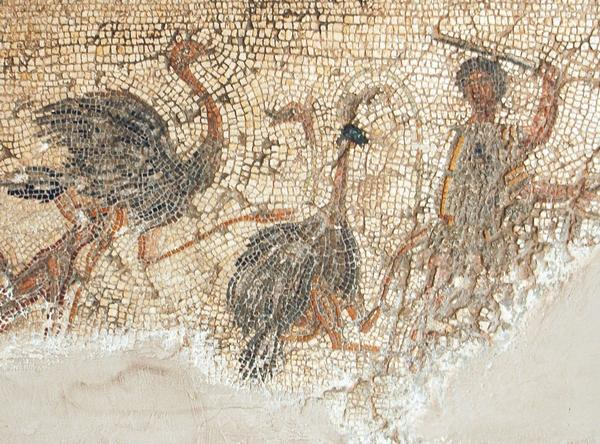
ローマ時代のモザイク画に描かれた狩猟の様子（2世紀頃）

古代エジプトの壁画に、ダチョウを飼育していた様子が描かれている。1652年、オランダ人が南アフリカのケープタウンに上陸した後は、他の野生動物と同じくダチョウの捕獲・屠殺が盛んに行われた。17世紀頃からダチョウの飼育が活発化し、20世紀に至るまで金・ダイアモンド・羊毛と並んでダチョウの羽根が南アフリカの主要貿易品となるに至った。長らく南アフリカの独占的畜産業であったが、1993年に南アフリカからの種卵・種鳥の輸出が解禁され、後発の家禽として世界中に飼育が広まった。日本においても1990年代後半から飼育数が増加し生産者団体が発足するなど活発化し、2008年に家畜伝染病予防法の対象動物となった。

### 食用・美容
古代には、古代ローマの料理家だったマルクス・ガビウス・アピシウスがダチョウ肉料理の記録を残している。
旧約聖書の『レビ記』11章において食べてはならない鳥として挙げられている中の1種、יַעֲנָה  （yaʻănâh）はダチョウであると解釈され、この言葉の指す種類の鳥がなんであるかは諸説あり不明瞭ではあるものの、ユダヤ教では食べてはいけないとされる。対して、イスラム教では食べることが許される。
ダチョウ肉は高蛋白質・低脂肪であるため、欧米、特に欧州連合（EU）諸国ではBSE問題が追い風となり、健康面に配慮した一部消費者により牛肉の代替赤肉として消費されている。消費量は世界的には年間数万t、日本国内においては100t程度の消費量が推計されている。
ダチョウの肉は鉄分が豊富で赤みが強く、歯応えのある食感をしている。また低脂肪でL-カルニチンも豊富であることからヘルシー食肉として認知が広まりつつある。他の畜肉と比べアラニン、グリシンといった甘み成分のアミノ酸が豊富である。料理法としてはステーキ、焼肉、ハンバーグ、カツレツのほか刺身、タタキといった生食でも嗜好される。脂肪が少ない分、クセは少なく和洋問わず味付けの幅は広い。牛肉に比べると加熱し過ぎると固くジューシーさが失われることがあり、ダチョウ肉に見合った調理加減が必要である。
ダチョウには竜骨突起がないためムネ肉がほとんど存在しない。食用とする肉の大部分はモモ肉である。各国、各生産者の分類によるがモモ肉のうち特に柔らかい肉がフィレ肉と分類されていることが多い。また首の肉や砂肝、肝臓、心臓等の内臓肉も食用に用いられる。
2024年8月28日、吉野家ホールディングスはダチョウを使った食品と化粧品の販売を始めたと発表した。同社は牛肉、豚肉、鶏肉に続く「第4の肉」と位置づけて提供。第1弾として、カフェ形態の「クッキング&コンフォート」約400店で、もも肉とひれ肉をローストビーフ風に仕立てた「オーストリッチ丼」を発売。6万食の数量限定。化粧品は、完全子会社「SPEEDIA（スピーディア）」が直販サイトなどでオーストリッチオイルを配合したスキンケア商品などを売り出した。

### 卵・卵殻

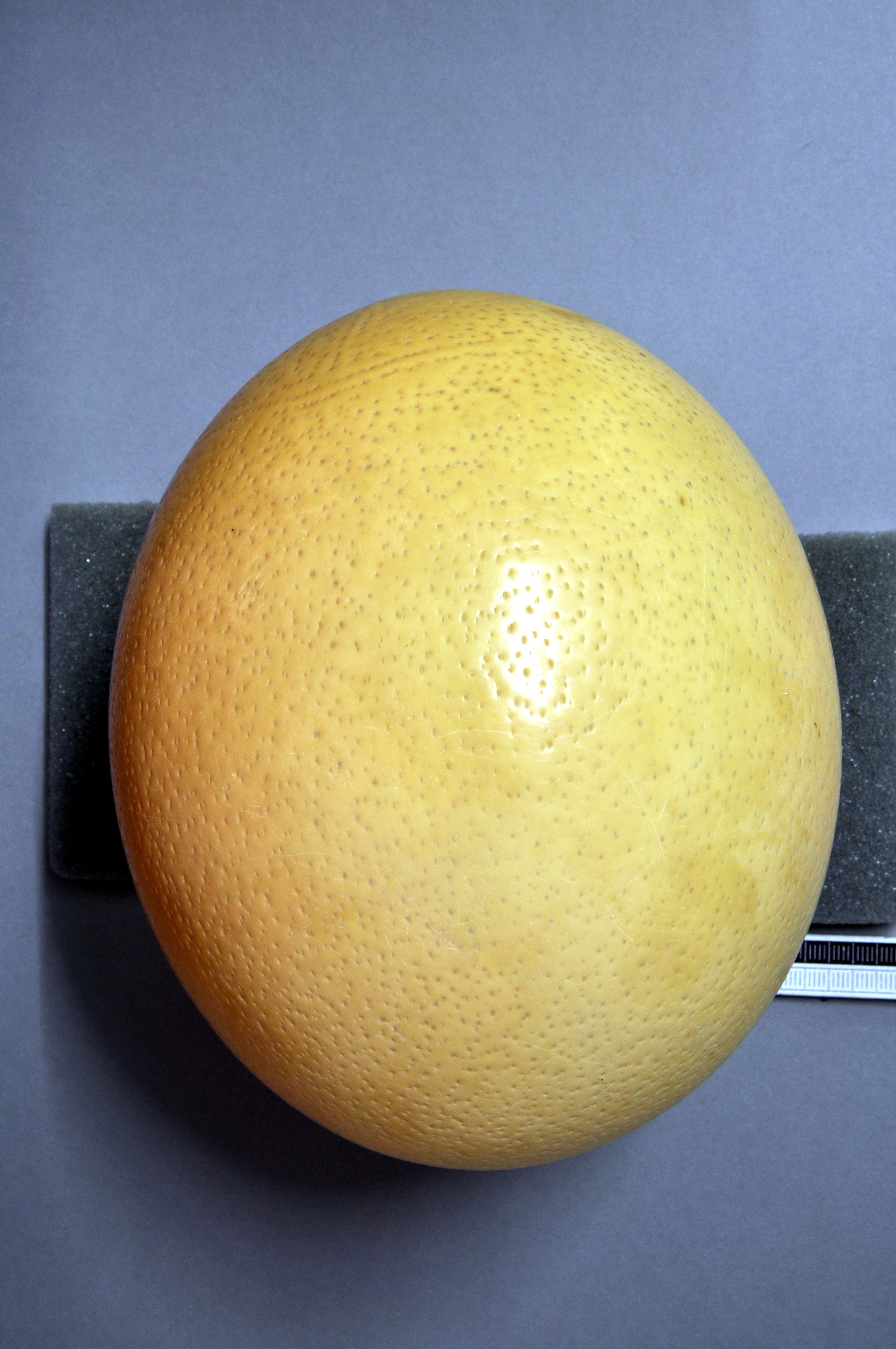
ダチョウの卵

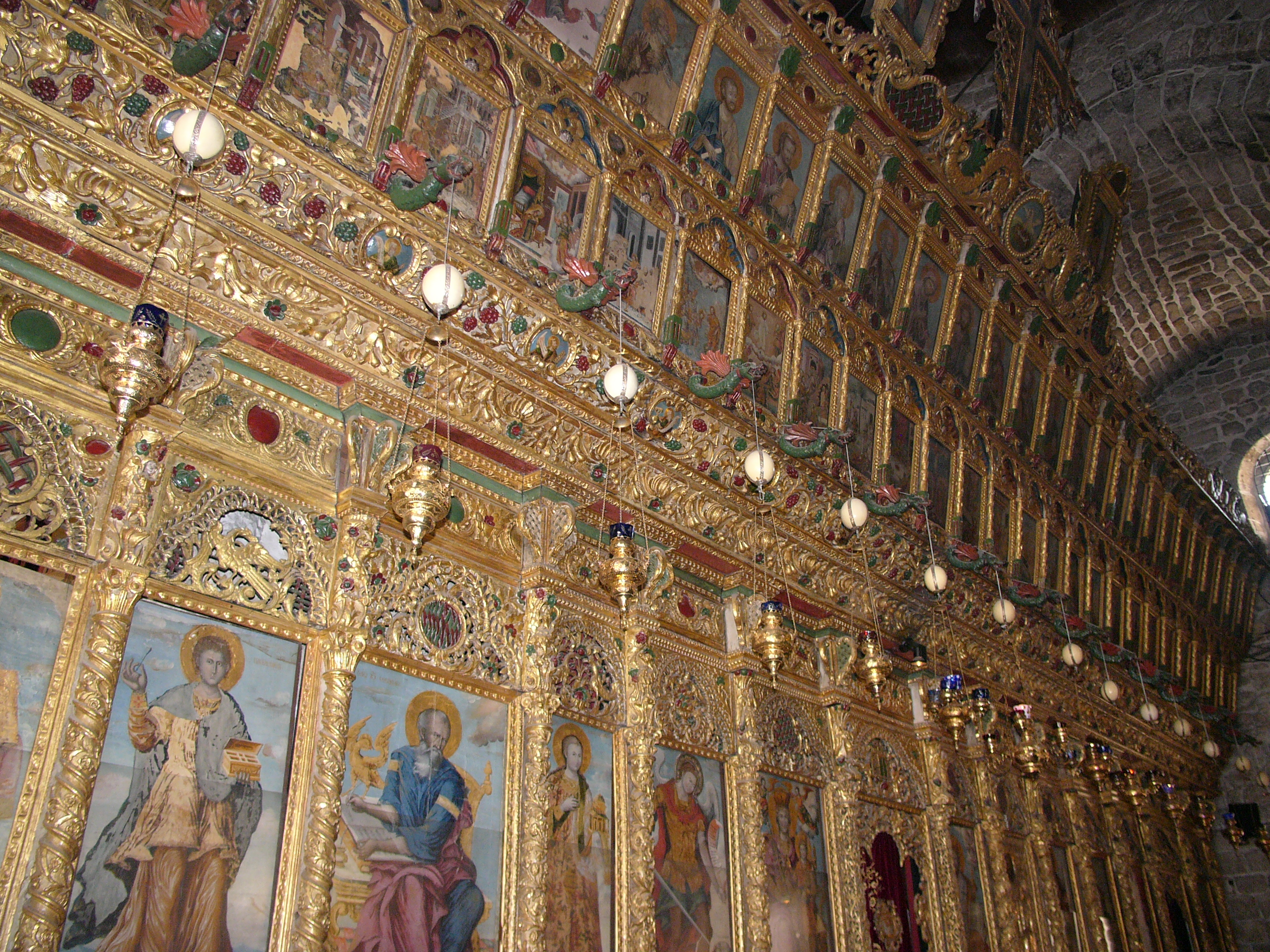
キプロスのラルカナの聖ラザロ教会の天井に吊り下げられたランプに使われているダチョウの卵殻

現在確認されている世界最大の単細胞である。鶏卵の25 倍、重さは 1.5 kgにもなる。卵は可食であり、非常に大きいが味は薄く決して美味ではない。アフリカの狩猟民族にとっては貴重な蛋白源である。ただし、現地では専ら子供や老人の食べ物とされ、成人が食べるのは恥とする習俗がある。卵は鶏卵の20個分の量となる。
古来から普段は動かないように見える卵から生命が孵ることから「復活」のシンボルとされており、大型のダチョウの卵はキリスト教会などでイエスの復活に擬えて人々の前で飾られ、懺悔心を呼び起こすシンボルともされた。
卵殻は厚さが2ミリほどもあって頑丈なため、現在はアートなどにも利用される。

#### 抗体生産への利用
京都府立大学教授塚本康浩がダチョウの卵を利用して抗体を低コストでつくることを発案した。このダチョウ抗体を使用したマスクが販売されている。通常、抗体の生産には鶏卵を用いるのが一般的であるが、巨大なダチョウ卵は1個の卵で抗体4gを造ることができ、マスクにすると卵1個で4-8万枚を生産することができるとしている。同研究グループではインフルエンザウイルス等の抗体のほかニキビ原因菌の抗体などの生成にも成功しており商品化が進んでいる。

### 羽根

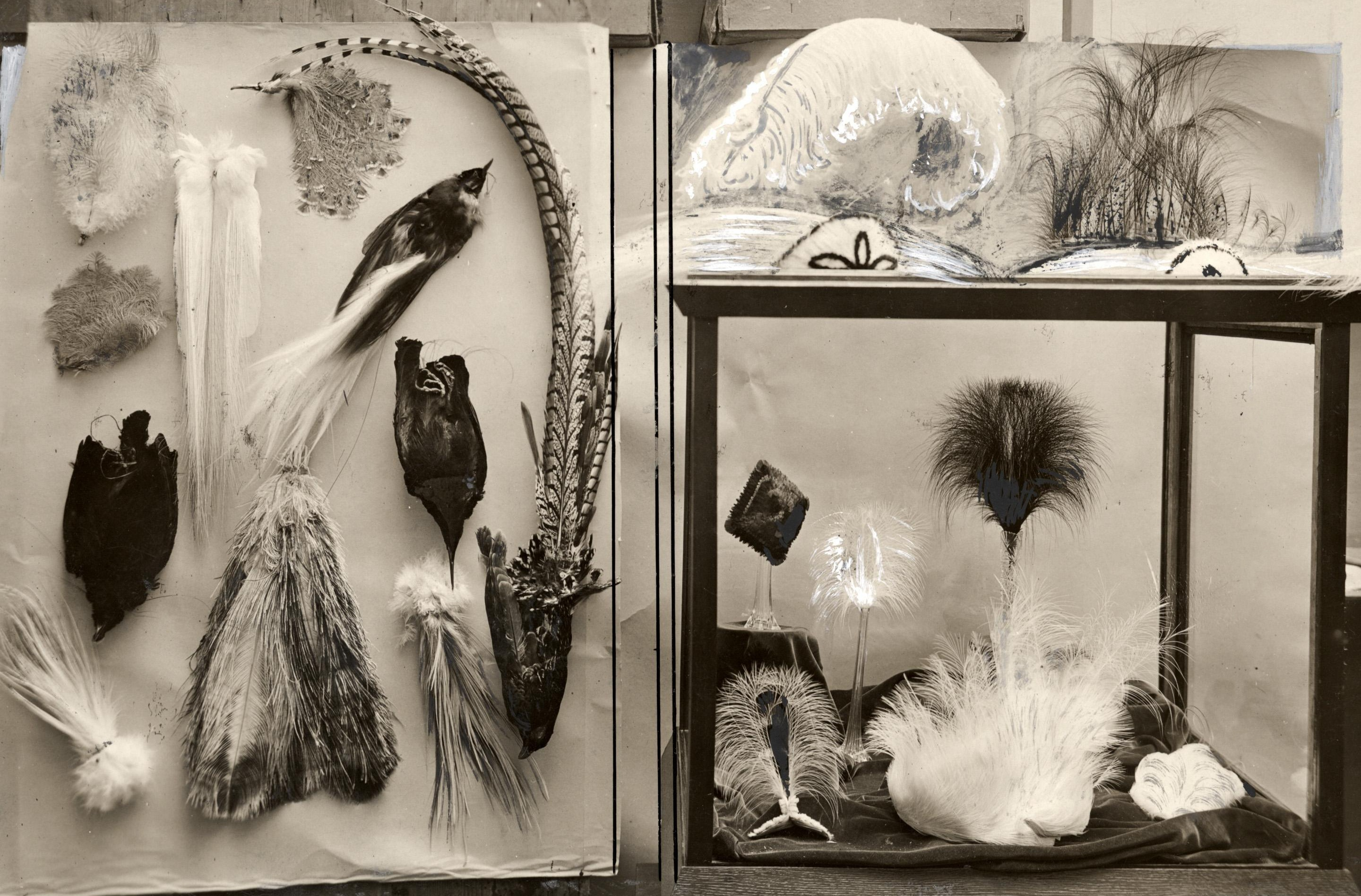
1919年頃、オランダアムステルダムで制作されたダチョウを使った羽飾り

プリンス・オブ・ウェールズの徽章である「プリンス・オブ・ウェールズの羽根（Prince of Wales's feathers）」

羽根は古代エジプトにおいて真実と公正の象徴として、エジプト神話の神々やファラオの装飾品に用いられた。欧米でも孔雀の羽などとともに装飾品として利用されている。中世ヨーロッパでは騎士の兜の装飾品に使用された。イングランドのエドワード黒太子がダチョウの羽根3本を紋章（スリーフェザーマーク）としたことから、現在もプリンス・オブ・ウェールズの徽章（ヘラルディック・バッジ; Heraldic badge）に用いられている。1912年に沈没したタイタニック号の積荷の中で最も高価だったのは12ケース分のダチョウの羽根で、現在の価格では2億5000万円以上だった。帽子飾りに良く使われるほか、大量の羽を使用した装飾は舞台衣装に使われることも多い。なお、宝塚歌劇団のトップスターが着用する羽飾りもダチョウの羽である。
鳥の羽根には基本的に互いをつなぎ合わせるための小さなフック状の突起があるが、ダチョウにはない。そのためそよ風に流されたりふんわりと膨らんだりと優雅な雰囲気を持つ。
また、この羽はほとんど静電気を帯びないため、情報機器や自動車の毛ばたきにも使用される。

### 皮革
「オーストリッチ」と呼ばれる皮革製品はダチョウの背中の部分の皮膚を利用したものである。軽くて丈夫なことを特色とし、バッグ、財布、靴などに幅広く利用されている。外見にも特徴があり、「クィル（英語: quill）」「シボ」などと呼ばれる羽毛痕が多数散らばり、全体として水玉のような模様を見せる。

### 乗用・輓獣

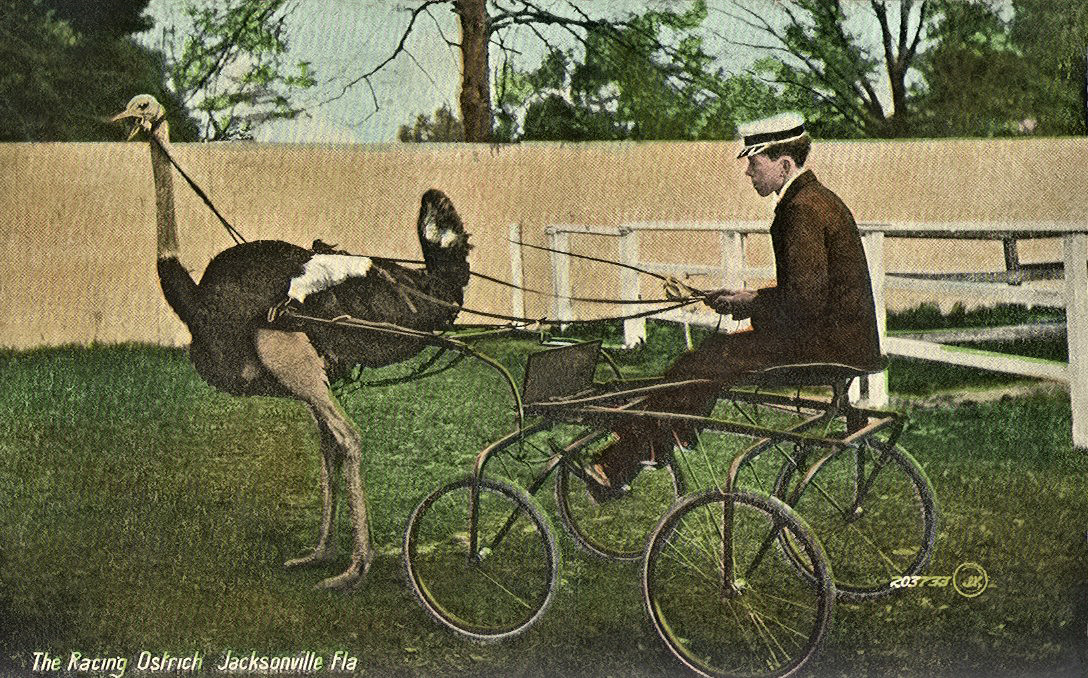
1910年に輓獣として使われるダチョウ

馬などと比べると乗用に適しているとは言い難いが、人間を乗せて走ることができる。日本ではダチョウらんど（沖縄県）でのみ乗る（騎乗するのみ可）ことができる。アメリカ合衆国では騎手を乗せたダチョウレースが開催されており、1907年にオハイオ州のグリーンヴィルで開催されたダチョウレースで騎手を乗せたダチョウが半マイル（約800m）を1分3秒で走ったという記録がある。

## 迷信

### 「砂の中に頭を隠す」という迷信
ダチョウは、危険が迫ると砂の中に頭だけを埋める習性があると長く誤解され続けてきた。この迷信における最も古い記述は古代ローマの博物学者ガイウス・プリニウス・セクンドゥス(西暦23年–79年)が『博物誌』10巻1章においてダチョウは「頭と首を茂みの中に押し込んだとき、体全体が隠れていると想像する」と書いたことが確認されている。このような迷信が生まれたのはダチョウのいずれかの習性が誤解されたと専門家達は考えている。一つ目は、ダチョウは繊維質の食物を消化するのを補助するため、砂と小石を飲み込む際に砂の中に頭を突き刺す習性がある。また、地面に生えた植物を食べている姿も遠くから見れば砂の中に頭を隠しているように見える。二つ目は、鳥の防御行動の1つに由来していると考えられている。自らの身に危険が訪れた際、ダチョウは身体を低く横たえ、長い首を地面に押し付けて外敵から見えにくくする。ダチョウの羽は砂の土壌とよく混ざり合い、遠くから見ると、頭を砂に埋めているように見える
。三つ目は、ダチョウは巣を作るとき、長い頭を使って地面に浅い穴を掘り卵の巣を作る。そして頭を使って毎日数回卵を回す。このようにして頭を地面に向けているダチョウが、頭を砂に埋めているのだと誤解された可能性がある。
この迷信上の姿から「He is hiding his head like an ostrich」「follow an ostrich policy」といったような言い回しが派生した。これは現実逃避する、都合の悪いことを見なかったことにするといった意味。国内・国際政治でも、安全保障上などの危機を直視しようとしないことを「Ostrich policy」（「ダチョウ政策」「ダチョウの平和」）と呼ぶ比喩表現がある。

### 「鉄や火を食べる」という迷信
ダチョウについて、古来よりユーラシアの広い地域で「石を食べる」「鉄を食べる」、「火や火の着いた炭を食べる」などの伝承が存在する。この内、「石を食べる」と言う伝承については、鳥類は砂嚢に溜めた石を使って食べ物を咀嚼する生態を持ち、ダチョウはそのために実際に石をよく飲み込むので、正しい観察記録（に基づいた拡大解釈）であると言える。
東洋における記述としては、『魏書（後魏書）』（554年）に「啖火（火を食べる）」

、『北史』（659年）に「能噉火（火を食べられる）」

、『本草拾遺』（739年）に「食銅鐵也（鉄や銅を食べる）」、『西使記』に「食火炭（燃える炭を食べる）」と載る。

中東では、ジャーヒズ（773 - 869年）の『كتابالحيوان Kitāb al-Ḥayawān (動物の書）』に「ダチョウは石を食べて消化し、炭の燃えさしを食べてその火を消す」「焼けた石を与えたら食べたので、ナイフを食べさせたら喉に刺さって死んでしまった（ので鉄を消化できるかは分からなかった）」などと載り、ザカリーヤー・カズウィーニーの『عجائب المخلوقات وغرائب الموجودات Aja'ib al-Makhluqat（被造物の驚異と万物の珍奇）』にも「石や砂を食べて腹の中で溶かす」「炭の燃えさしを食べても火傷をしない」などと載る
。
西洋ではプリニウスが『博物誌』の中で「何でも無差別に食べて消化する」と評していた。13世紀にアルベルトゥス・マグヌスは著書『De animalibus』の中で、「鉄を与えても食べなかったが、石や乾燥した骨片を与えたらよく食べた」と書いて鉄を食べることについて否定したが

、しかし、ウィリアム・シェイクスピアが『ヘンリー四世 第2部』（1596～1599年）の作中で例えとして言及するなど、鉄を食べるという伝承は中世にわたって長く残り続けた。

## 画像

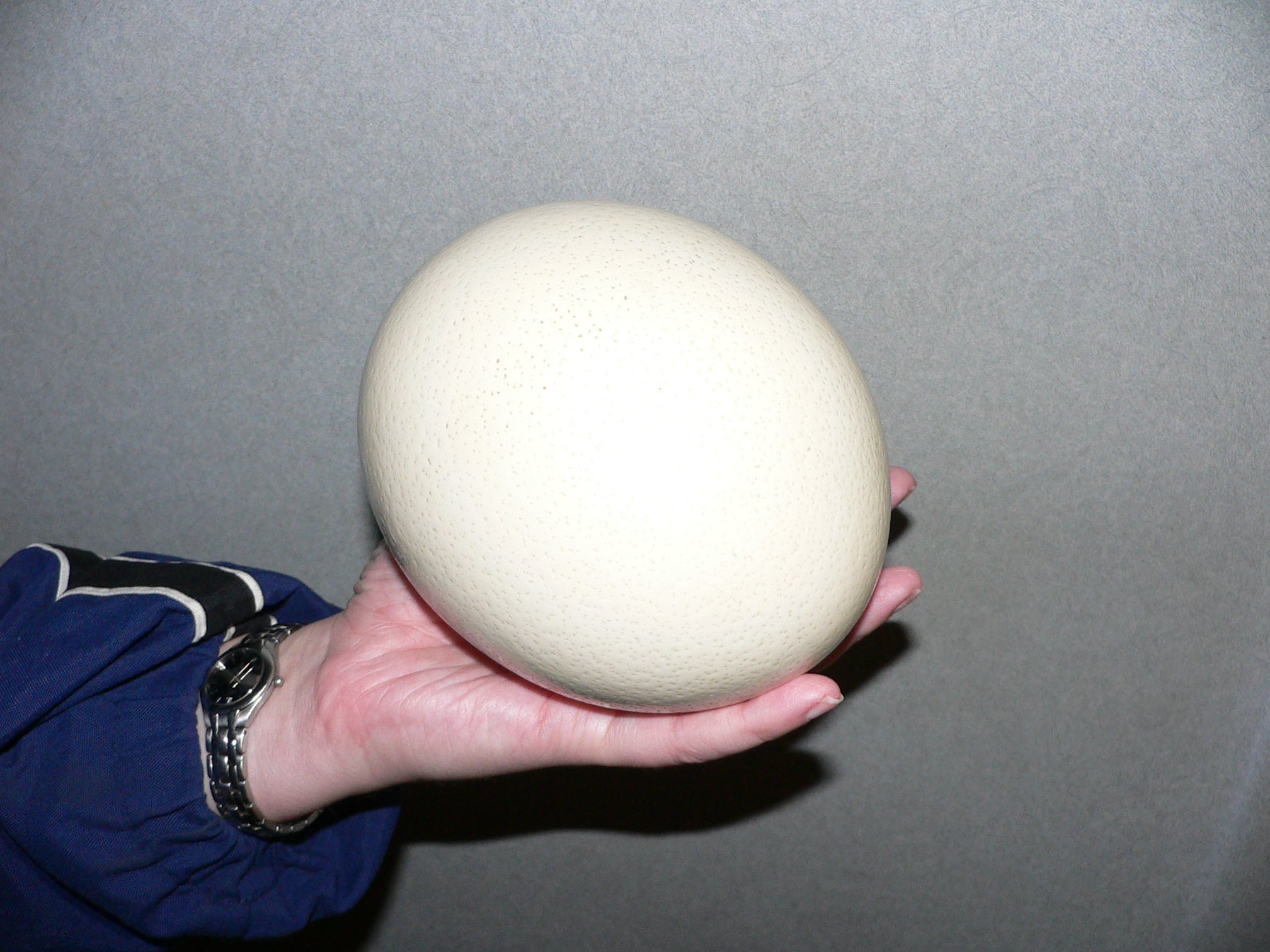
卵
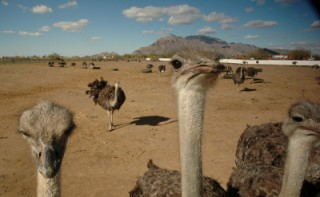
ツーソンとフェニックスの間にあるダチョウ牧場
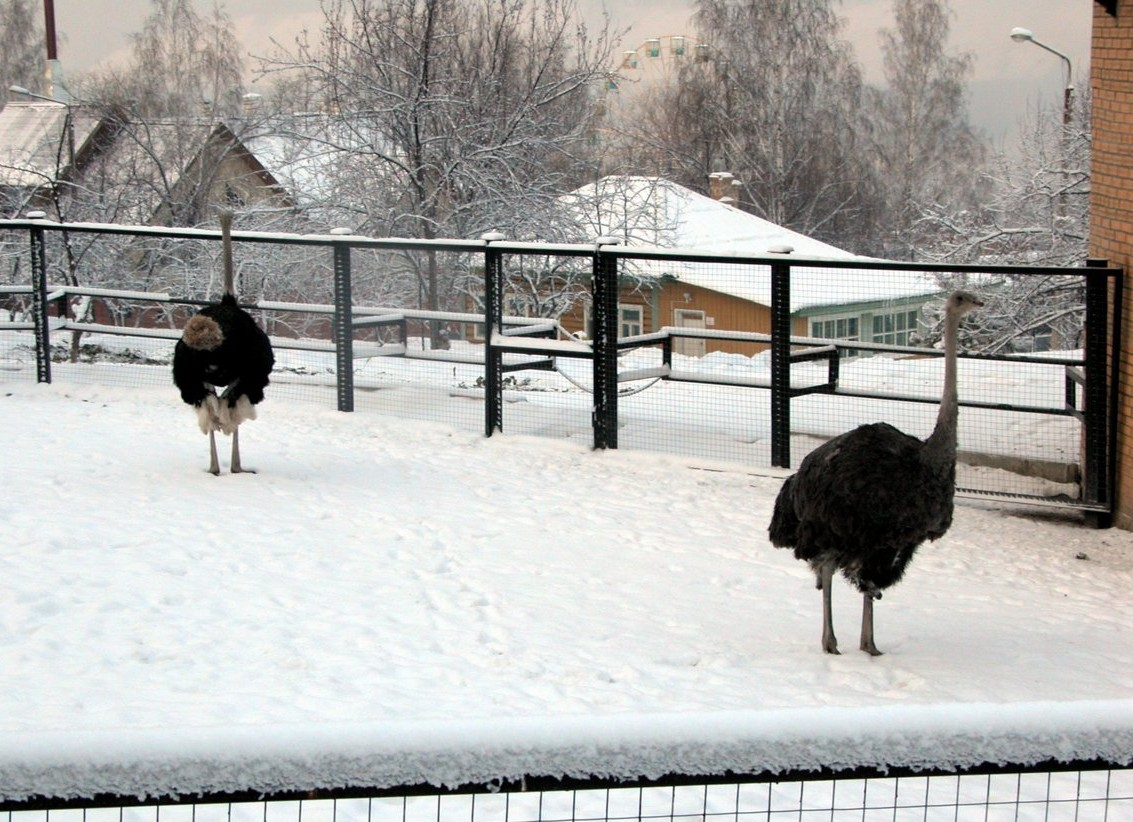
シベリア、クラスノヤルスクの動物園にいるダチョウ
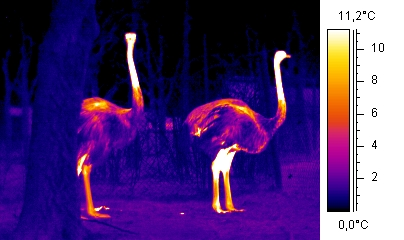
サーモグラフィでの冬季のダチョウ
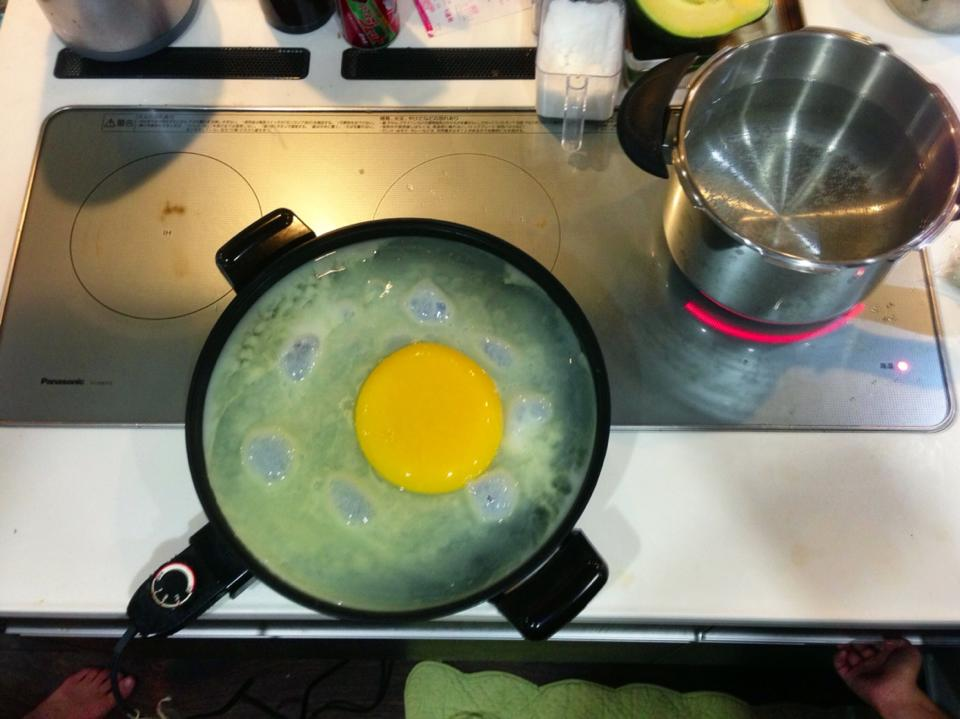
ダチョウの卵の目玉焼き
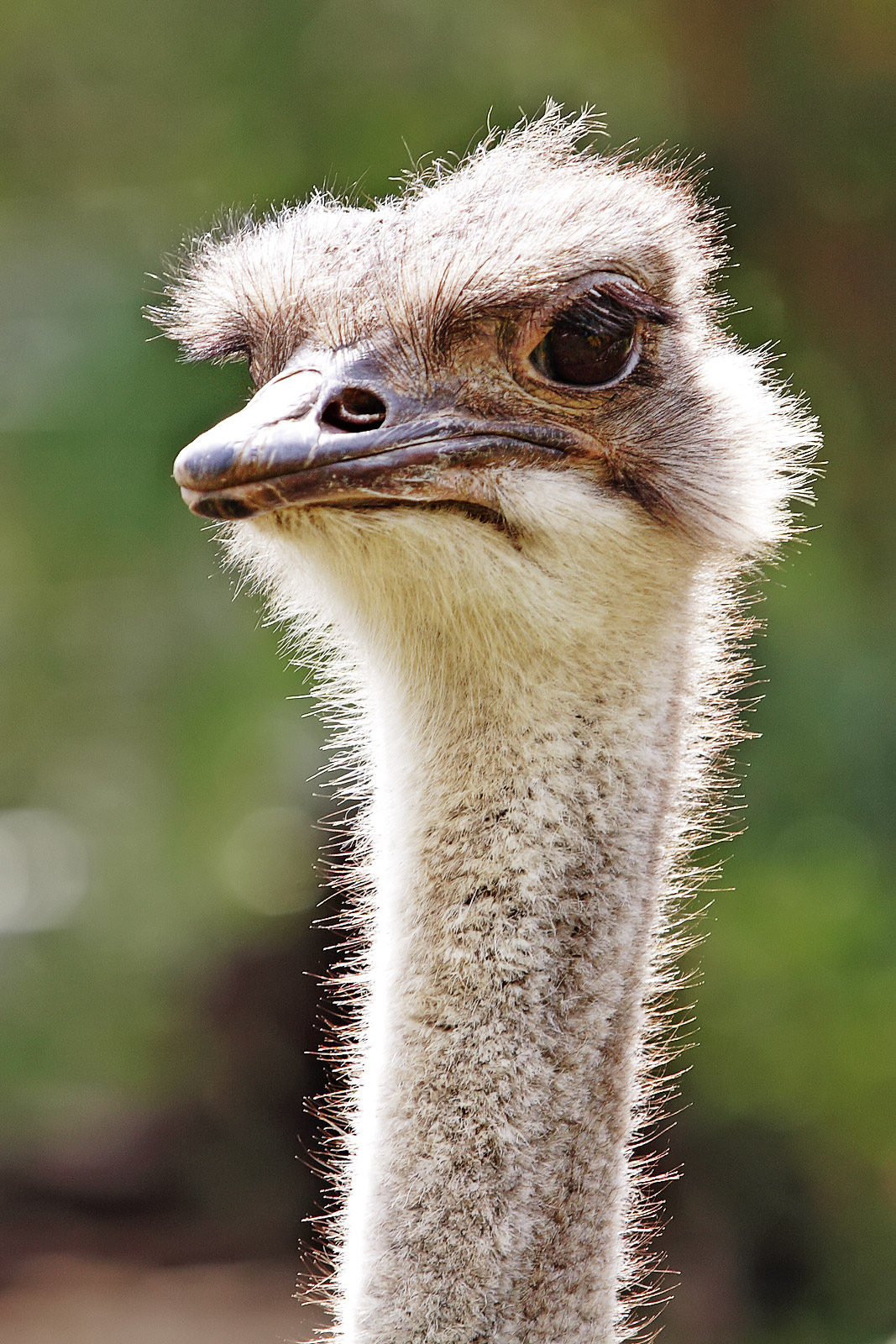
メスのダチョウ
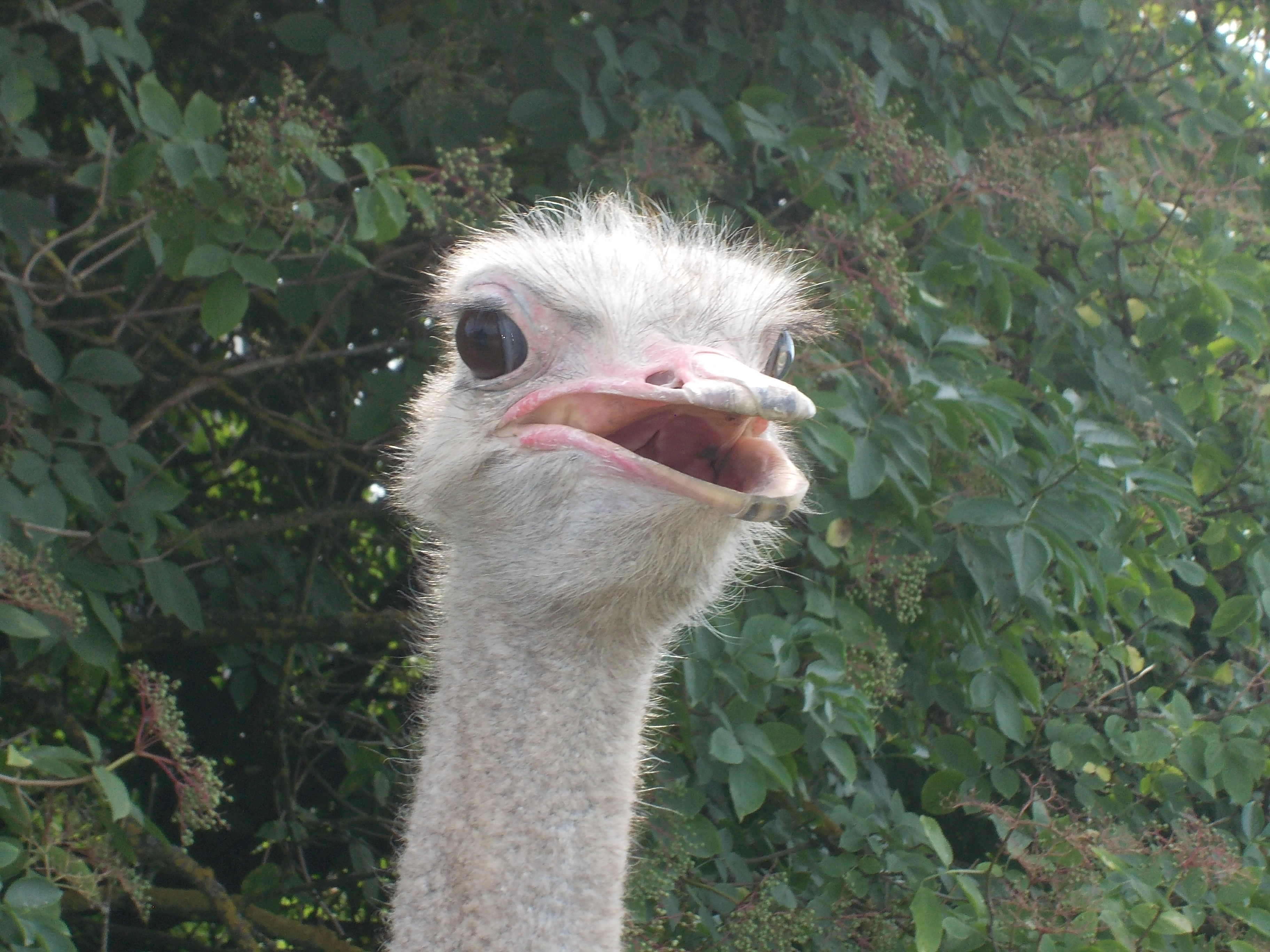
オスのダチョウ
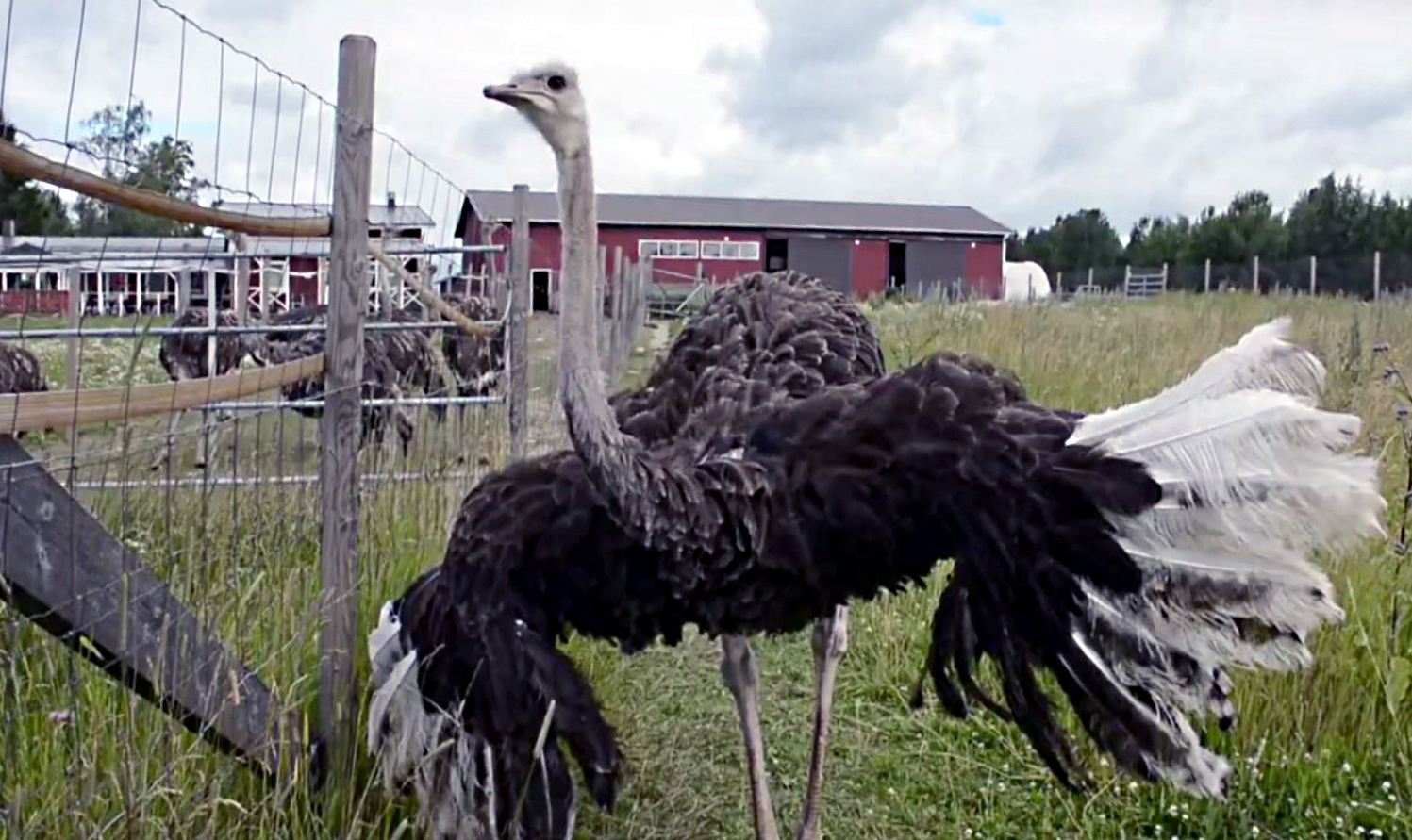
フィンランド、ヌルミヤルヴィのケトラダチョウファーム